# بخش شادیان
بخش شادیان یکی از بخش‌های تابعه شهرستان چاراویماق در استان آذربایجان شرقی در شمال غربی ایران است.

## تقسیمات کشوری
- بخش شادیان
  - دهستان چاراویماق جنوب شرقی
  - دهستان چاراویماق شرقی
  - روستاي تريان

## جمعیت
بنابر سرشماری مرکز آمار ایران، جمعیت بخش شادیان شهرستان چاراویماق در سال ۱۳۸۵ برابر با ۱۲۷۹۱ نفر بوده‌است.